# Lokapaksa
Lokapaksa is een bestuurslaag in het regentschap Buleleng van de provincie Bali, Indonesië. Lokapaksa telt 9727 inwoners (volkstelling 2010).